# Aşıkşenlik, Çıldır
Aşıkşenlik là một thị trấn thuộc huyện Çıldır, tỉnh Ardahan, Thổ Nhĩ Kỳ. Dân số thời điểm năm 2010 là 896 người.